# Henri Luyten

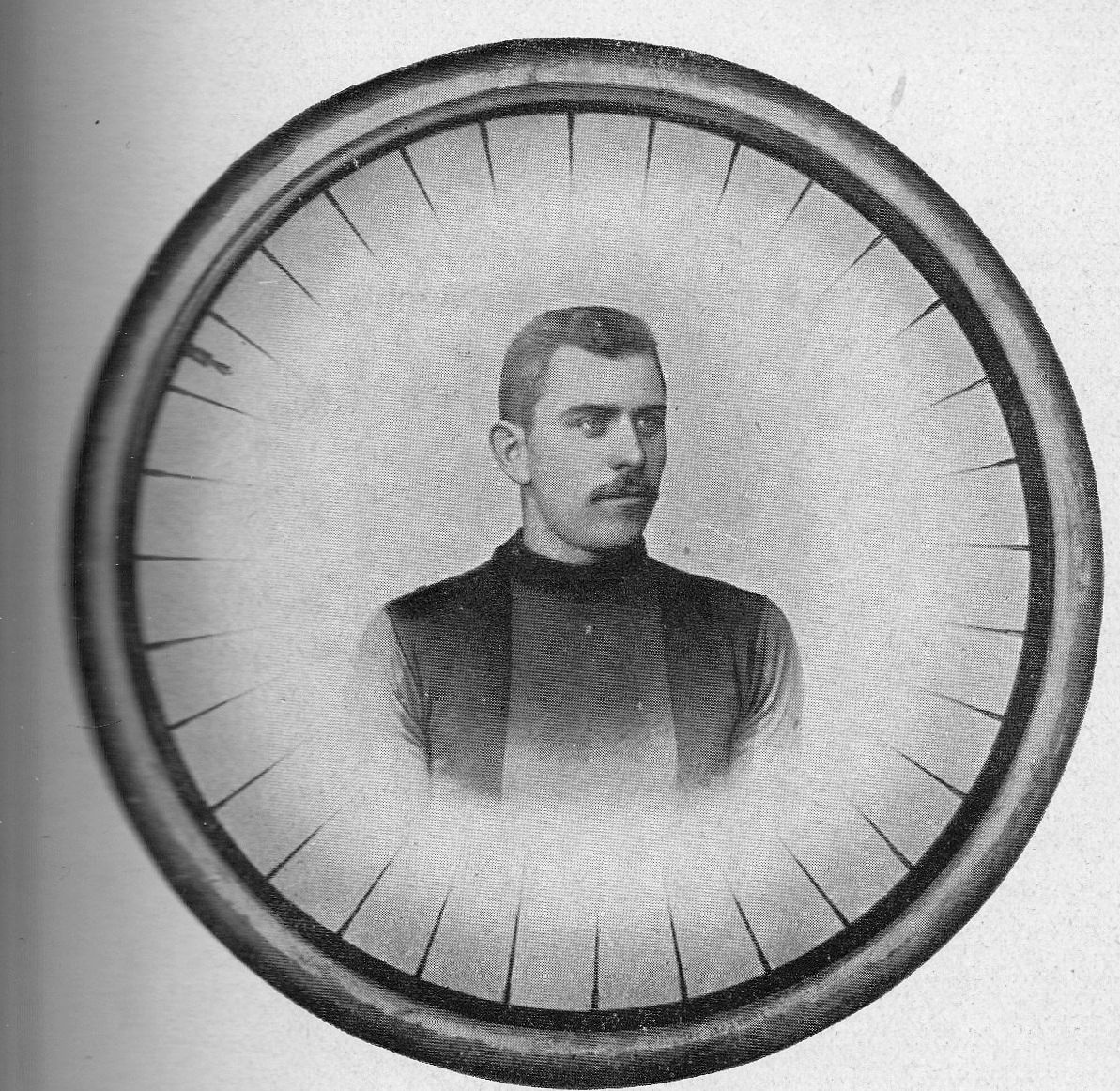
Henri Luyten

Henri Luyten (* 1. August 1873 in Koningshooikt; † 28. September 1954 in Boechout) war ein belgischer Radrennfahrer.
Henri Luyten war Profi-Rennfahrer von 1895 bis 1897. Schon im Jahre 1894 war er Belgischer Amateur-Meister auf der Straße geworden. Bei den Bahn-Radweltmeisterschaften 1895 in Köln wurde er Zweiter bei den Profi-Stehern. Auf diesen Erfolg hin wurde er an den Zarenhof nach Russland geladen. Er reiste mit eigenen Motorrädern und Schrittmachern nach Moskau und kehrte mit Auszeichnungen und Geschenken zurück.
Ebenfalls 1895 wurde Luyten – sein Spitzename lautete „Hardi“ – erstmals Belgischer Meister im Straßenrennen. Datum und Zuschlag für den das Rennen, das vom „Safety Club Liegois“ in Limburg bei Smeermaas ausgerichtet wurde, war erst drei Tage zuvor bekannt gegeben worden. Am Start waren 18 Fahrer, Profis und Amateure gemeinsam. Luyten gewann mit mehr als 16 Minuten Vorsprung; sein schärfster Konkurrent hatte eine Panne. 1986 wurde er auf derselben Strecke erneut Belgischer Meister, dieses Mal allerdings hinter einem Schrittmacher. 1896 wurde er Vize-Europameister der Steher.
Anschließend zog sich Luyten vom Radsport zurück und eröffnete ein Café, das aufgrund seiner Beliebtheit als Rennfahrer gut besucht war.